# تاييس (رواية)
تاييس (بالفرنسية: Thaïs) رواية فلسفية تاريخية كتبها المؤلف الفرنسي أناتول فرانس (Anatole France)، ونُشرت لأول مرة عام 1890. تستند الرواية إلى حياة القديسة تاييس المصرية، وهي قديسة مسيحية من القرن الرابع الميلادي كانت في الأصل عاهرة ثرية في الإسكندرية قبل أن تتوب وتصبح راهبة.

## الحبكة
تدور أحداث الرواية في مصر القديمة خلال القرن الرابع الميلادي. بطل الرواية هو بافنوتيوس (Paphnuce)، وهو راهب متقشف يعيش في الصحراء، وقد كان في السابق ثريًا وشابًا من طبقة النبلاء. يشعر بافنوتيوس بتأنيب الضمير بسبب حياة تاييس المنغمسة في الملذات، ويقرر أن ينقذ روحها ويهديها إلى طريق التوبة والخلاص.
يغادر بافنوتيوس عزلته ويسافر إلى الإسكندرية، حيث يواجه عالمًا من البذخ والفن والمجون يختلف تمامًا عن حياته الزاهدة. يلتقي بتاييس، التي تُصوّر على أنها امرأة ذات جمال أخاذ وذكاء حاد، لكنها تعيش حياةً خالية من المعنى الروحي. يتمكن بافنوتيوس من إقناع تاييس بالتخلي عن حياتها القديمة والانضمام إلى دير للراهبات، حيث تبدأ رحلة التوبة والتكفير عن ذنوبها.
بينما تتجه تاييس نحو القداسة والسلام الداخلي، يبدأ بافنوتيوس نفسه في الشك في قناعاته وتقشفه. يجد نفسه مفتونًا بجمال تاييس السابق وبالعالم الذي تركته خلفها. تتحول قداسته إلى هوس، ويصارع بين رغبته في الخلاص الروحي والجاذبية الأرضية. في النهاية، بينما تموت تاييس في سلام، ينهار بافنوتيوس تحت وطأة الشك واليأس، مدركًا أنه ضحى بسعادته وحياته الخاصة في سبيل خلاص الآخرين، دون أن يجد هو نفسه الخلاص الحقيقي.

## المواضيع الرئيسية
تستكشف رواية تاييس العديد من المواضيع الفلسفية والدينية:
1. الصراع بين الروح والجسد: تُبرز الرواية التوتر الدائم بين الرغبات الجسدية والسعي الروحي، وكيف يمكن أن يتداخل الاثنان ويتعارضا.
2. معنى القداسة والخلاص: تتساءل الرواية عن طبيعة القداسة الحقيقية، وهل يمكن تحقيق الخلاص من خلال التضحية بالنفس أو من خلال فهم أعمق للوجود.
3. الشك والإيمان: تُقدّم الرواية استكشافًا عميقًا للشك الذي يتسلل إلى إيمان بافنوتيوس، مما يعكس الأفكار الفلسفية السائدة في نهاية القرن التاسع عشر حول تراجع الإيمان الديني التقليدي.
4. التناقضات الإنسانية: تُسلّط الرواية الضوء على التناقضات الكامنة في الطبيعة البشرية، حيث يمكن أن تتحول النوايا الحسنة إلى هوس، ويمكن أن تجد الروح السلام في أماكن غير متوقعة.
5. نقد التعصب الديني: يمكن قراءة الرواية على أنها نقد خفي للتعصب الديني والتقشف المفرط الذي قد يؤدي إلى فقدان الإنسانية، ولكن هدف الرواية ليس بالضرورة نقد الدين.[2]

## الأسلوب الأدبي
يُعرف أناتول فرانس بأسلوبه الأنيق والسلس، وسخريته الرقيقة، وعمق رؤيته الفلسفية. في تاييس، يستخدم فرانس لغة غنية بالوصف، ويجمع بين السرد التاريخي الدقيق والتأملات الفلسفية. تُعتبر الرواية مثالًا بارزًا للأدب الفلسفي الذي يدعو القارئ إلى التفكير في مسائل الوجود والمعنى.

## الاستقبال والتأثير
حظيت رواية تاييس بتقدير كبير عند نشرها، وتُعدّ واحدة من أشهر أعمال أناتول فرانس. وقد أُلهمت الرواية بعمل أوبرالي شهير بنفس الاسم للمؤلف جول ماسينيه (Jules Massenet)، عُرض لأول مرة عام 1894.
تظل تاييس رواية ذات صلة ومؤثرة، تُثير تساؤلات حول الأخلاق والدين والطبيعة البشرية، وتُعدّ جزءًا مهمًا من الأدب الفرنسي في أواخر القرن التاسع عشر.